# Forth (The Verve)
Forth è il quarto ed' ultimo album del gruppo britannico The Verve, pubblicato in gran parte del mondo il 25 agosto 2008, fatta eccezione per gli Stati Uniti ed il Giappone, dove è stato pubblicato rispettivamente il 26 agosto ed il 3 settembre. È stato il primo album ad essere pubblicato dalla riunione della band avvenuta nel 2007 ed arriva dieci anni dopo Urban Hymns uscito nel 1997. Registrato nel 1998 2007
Il primo singolo dell'album, "Love is Noise", è stato trasmesso per la prima volta sul canale BBC Radio 1 il 23 giugno 2008 da Zane Lowe. Una settimana dopo è stata pubblicata "Mover", una canzone non contenuta nel album e scaricabile gratuitamente. Per una settimana, a partire dal 19 agosto, è stato possibile ascoltare l'intero album sul MySpace della band.

## Tracce

### CD
1. Sit and Wonder - 6:52
2. Love Is Noise - 5:29
3. Rather Be - 5:38
4. Judas - 6:19
5. Numbness - 6:35
6. I See Houses - 5:37
7. Noise Epic - 8:14
8. Valium Skies - 4:34
9. Columbo - 7:30
10. Appalachian Springs - 7:34

### Vinile
La versione su vinile è costituita da due dischi e contiene due tracce non presenti né sulla versione CD né su quella DVD
1. "Sit and Wonder" - 6:52
2. "Love is Noise" - 5:29
3. "Rather Be" - 5:38
4. "Judas" - 6:19
5. "Numbness" - 6:35
6. "I See Houses" - 5:37
7. "Noise Epic" - 8:14
8. "Valium Skies" - 4:34
9. "Columbo" - 7:30
10. "Ma Ma Soul"
11. "Muhammad Ali"
12. "Appalachian Springs" - 7:34

### Edizione speciale
Esistono due edizioni speciali, quella su vinile e quella su CD, entrambe le versioni contengono un DVD con le seguenti tracce e filmati:
- "Sonnet" (live al Coachella Valley Music and Arts Festival)[10]
- "Life's an Ocean" (live al Coachella Valley Music and Arts Festival)[10]
- "The Rolling People" (live al Coachella Valley Music and Arts Festival)[10]
- "Lucky Man" (live al Coachella Valley Music and Arts Festival)[10]
- "Love Is Noise" (live al Coachella Valley Music and Arts Festival)[10]
- Space and Time documentario[10]

Le due versioni differiscono solo per il fatto che la versione su vinile contiene anche le due tracce:
1. "Ma Ma Soul"
2. "Muhammad Ali"

## Classifiche
| Classifica    | Posizione massima |
| ------------- | ----------------- |
| Italia        | 4                 |
| Regno Unito   | 1                 |
| Irlanda       | 2                 |
| Billboard 200 | 24                |
| Australia     | 20                |
| Portogallo    | 20                |
| Nuova Zelanda | 10                |
| Austria       | 11                |
| Paesi Bassi   | 16                |
| Svezia        | 34                |
| Svizzera      | 6                 |